# Ташухаджиев, Магомед Сайдиевич

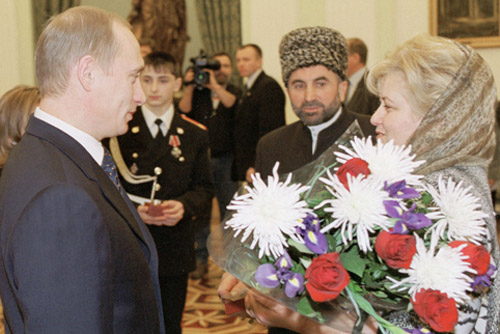
Владимир Путин с матерью Магомеда Раисой. На заднем плане брат Магомеда — Ислам (с орденом Мужества на груди)

Магоме́д Сайди́евич Ташухаджи́ев (30 сентября 1985, Грозный — 23 июля 2001, Грозный) — чеченский подросток, погибший в бою с террористами, защищая свою семью. Герой Российской Федерации (2001, посмертно). Самый молодой (по возрасту) Герой России.

## Биография
Отец Магомеда Сайди служил участковым инспектором Заводского РОВД Грозного. Во время нападения в его доме вместе с семьёй также находился начальник криминальной милиции Заводского района Расул Хабусиев. В ночь с 22 на 23 июля 2001 года банда Магомеда Цагараева напала на семью Ташухаджиевых, Сайди и Расул были расстреляны на улице. Магомед и его младший брат Ислам по очереди отстреливались от боевиков из отцовского автомата, убив самого Цагараева и двух его помощников. В перестрелке Магомед был смертельно ранен и умер в больнице на следующий день.
Указом Президента Российской Федерации от 27 июля 2001 года N 937 за мужество и героизм, проявленные в схватке с вооружёнными преступниками, Ташухаджиеву Магомеду Сайдиевичу присвоено звание Героя Российской Федерации (посмертно).
17 декабря 2001 года президент Российской Федерации Владимир Путин вручил матери Магомеда медаль «Золотая Звезда», а его брат, 12-летний Ислам, был награждён орденом Мужества.